# Prison en Équateur

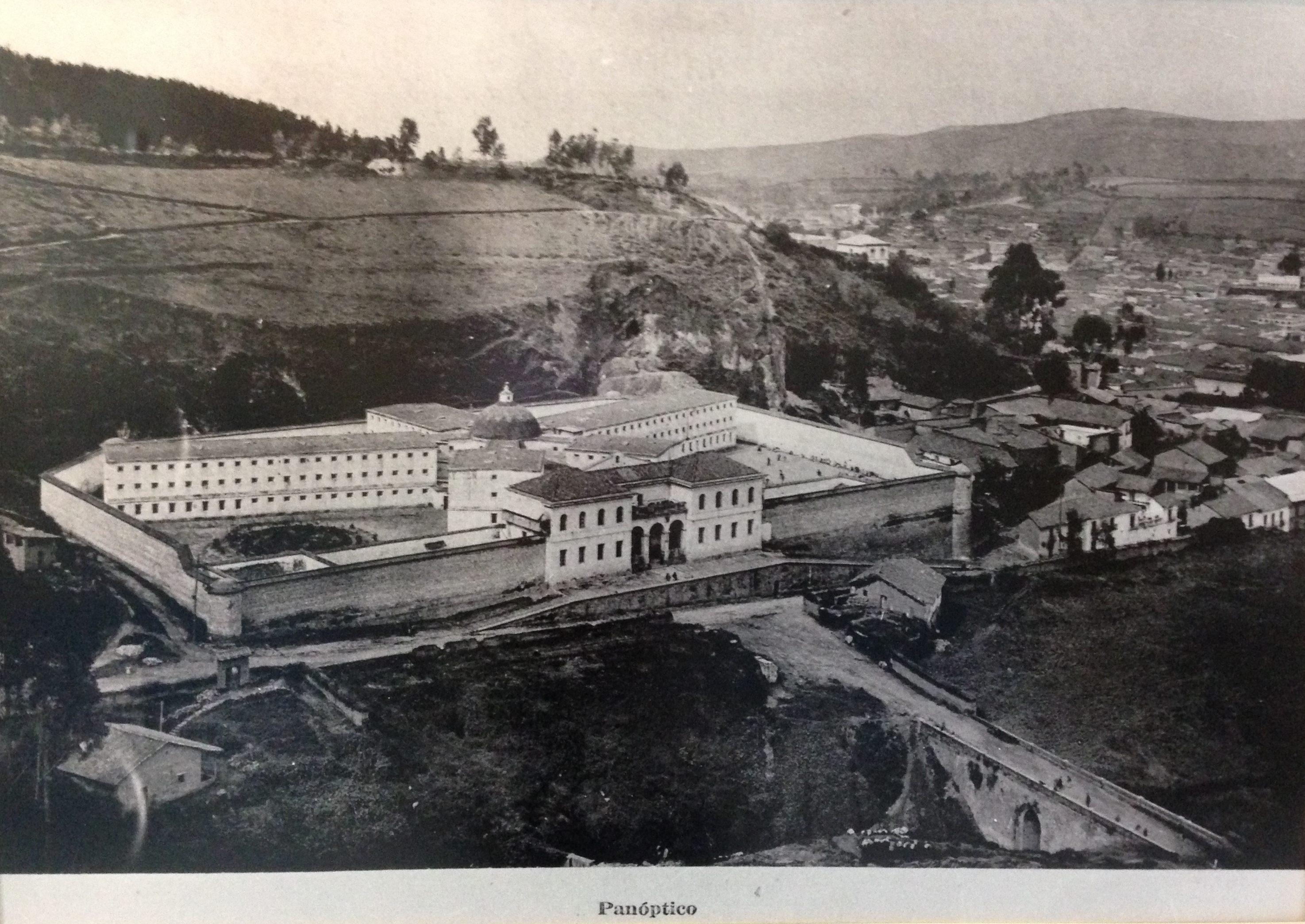
La prison panoptique de Quito ouverte en 1875 a été transformé en musée en 2014.

Les prisons en Équateur dépendent depuis une réforme pénitentiaire en 2019 du Servicio Nacional de Atención Integral a Personas Adultas Privadas de la Libertad y a Adolescentes Infractores (SNIA) - Service national d'attention globale aux adultes privés de liberté et aux adolescents délinquants - qui dépend du Ministerio de Gobierno de Ecuador (es) -le ministère de l'intérieur -. La constitution de l'Équateur prévoit la réhabilitation et la réinsertion dans la société des personnes condamnées au pénal. 

## Caractéristiques
Ce pays compte en 2021 environ 60 centres pénitentiaires d'une capacité de 29 000 places. L'ancienne prison panoptique de Quito en fonction depuis 1875 est fermé en 2014. Le centre de réhabilitation sociale pour hommes de Guayaquil est considéré comme le pire du pays avec, en 1995, 2 800 détenus pour 800 places. 
La surpopulation avoisine début 2021 les 30 % avec 38 000 détenus, surveillés par 1 500 gardiens alors qu'il en faudrait 4 000 pour un contrôle efficace. les personnes emprisonnées, pour la grande majorité d’entre elles, sont détenues dans l’attente de leur procès. Le nombre de détenus a triplé en quinze ans (de 13 000 en 2008 à 39 000 en 2023).
Selon le recensement des prisons de 2022, sur 31 321 détenus, 3 245 sont de nationalité étrangère. Parmi eux, 2 900 sont des hommes.
Fin 2023, le gouvernement propose la construction d'au moins six prisons de sécurité, selon la ministre de l'Intérieur, Mónica Palencia, et veut expulser 1 500 prisonniers étrangers. Le président Daniel Noboa veut louer trois navires qui pourront servir de prisons en mer, dans le but de séparer les détenus les plus dangereux pendant la construction de nouveaux établissements.
En 2020, une convention de coopération entre la nouvellement créée École pénitentiaire équatorienne et l'École nationale d'administration pénitentiaire française est signé.

## Budget
Le budget consacré est considéré comme insuffisant. En 2018, Ernesto Pazmiño, ministre de la Justice et des Droits de l'homme, a déclaré qu'au moins 292 millions de dollars par an étaient nécessaires pour maintenir le système pénitentiaire. 
Les coupes budgétaires portent un coup critique au système carcéral. En 2019, lorsque le ministère de la Justice a été supprimé par le gouvernement, le nouveau Service national pour l'attention globale aux adultes privés de liberté et aux adolescents délinquants (SNAI) a reçu un budget de 98 millions de dollars. En 2020, il a été réduit de 43% avec 55 millions de dollars alloués. Pour 2021, le budget a été augmenté de 8 millions de dollars passant 63 millions de dollars. 
Le budget 2021 représente un peu plus du quart de ce qui est réellement nécessaire pour faire fonctionner le système. Il est si serré qu'il n'y a même pas assez d'argent pour recruter du personnel afin d'assurer la sécurité des détenus.

## Violences
Ce système pénitentiaire connait depuis dans les années 2010 une guerre des gangs et peut-être considéré en déshérence avec des établissements mal équipés et une corruption de fonctionnaires mal rémunérés. 
Le système pénitentiaire « se détériore depuis des années », explique Daniela Oña, experte en droits de l'homme et en personnes privées de liberté. Elle dit que la crise a commencé vers 2017 et s'est intensifiée en 2018 lorsque l'Équateur a atteint un taux de surpeuplement de 36% - le plus élevé des 4 dernières années. 
Cependant, la situation ne se réduit pas à essayer de contrôler les affrontements de gangs, disent les experts. Daniela Oña dit que le système pénitentiaire équatorien est confronté à d'autres failles « multidimensionnelles » qui, depuis 2017, ont déjà mis en garde la nécessité d'adopter d'autres mesures correctives au sein du système. Certains sont le manque de personnel, de budget, une bonne réforme pénitentiaire et l'affaiblissement du cadre institutionnel du ministère de la Justice et des Droits de l'Homme, qui contrôlait auparavant le système pénitentiaire, et qui est désormais responsable du SNAI. Autres facteurs tels que les réformes du Code pénal organique global (COIP) de 2014, l'augmentation de la criminalité dans le pays et la corruption dans les prisons ont également contribué à la débâcle. 
Selon la police nationale équatorienne, en 2018, il y a eu 15 morts violentes dans les centres de réinsertion sociale du pays. En 2019, ce chiffre est passé à 32, la crise était si grave que le président Lenín Moreno a décrété l'état d'urgence dans les prisons qui a duré 90 jours. Malgré la mesure, alors que l'État était en vigueur, 14 personnes privées de liberté sont mortes dans les affrontements entre gangs. En 2020, 51 meurtres sont comptabilisés. Mais les médias ont recensés cette année-là 103 assassinats dans les prisons équatoriennes.
Des émeutes simultanées dans quatre prisons de Guayaquil, Cuenca et Latacunga, villes qui concentrent 70 % de la population pénitentiaire, ont conduit à 79 meurtres et des dizaines de blessés le 23 février 2021. L'armée péruvienne a été appelé en renfort pour tenter de reprendre la situation en main. 
Le 22 juillet, des émeutes dans plusieurs établissements font 22 morts et une soixantaine de blessés. 
Le 28 septembre 2021 des violences ont eu lieu à la prison du Littoral à Guayaquil faisant 118 morts et 86 blessés dans des affrontements entre détenus. Selon le président Guillermo Lasso, c'est le pire massacre carcéral de l'Amérique latine dû à des affrontements entre gangs. La prison du Littoral est la plus grande du pays avec près de 10 000 détenus. Ce massacre « n’est que le reflet concentré de la brutalité des rapports sociaux induite par le trafic de drogue dans les faubourgs misérables de la ville » indique la journaliste Marie Delcas.
Les prisons équatoriennes surpeuplées sont le théâtre de violences récurrentes entre groupes criminels liés au trafic de drogue. Ces groupes ont pris le contrôle des prisons du pays et tentent d'envoyer le message à l'État qu'ils sont plus forts que l'État de droit. Guillermo Lasso a décrété l'état d'exception d'une durée de deux mois dans tout le système carcéral au niveau national avec suspension de certains droits des détenus.
Un nouveau massacre dans la même prison fait 68 morts à partir du 12 novembre 2021.
Près de 400 meurtres sont recensés dans les prisons équatoriennes entre janvier 2021 et octobre 2022. 